# Dom przy Bednarskiej 15 w Łodzi

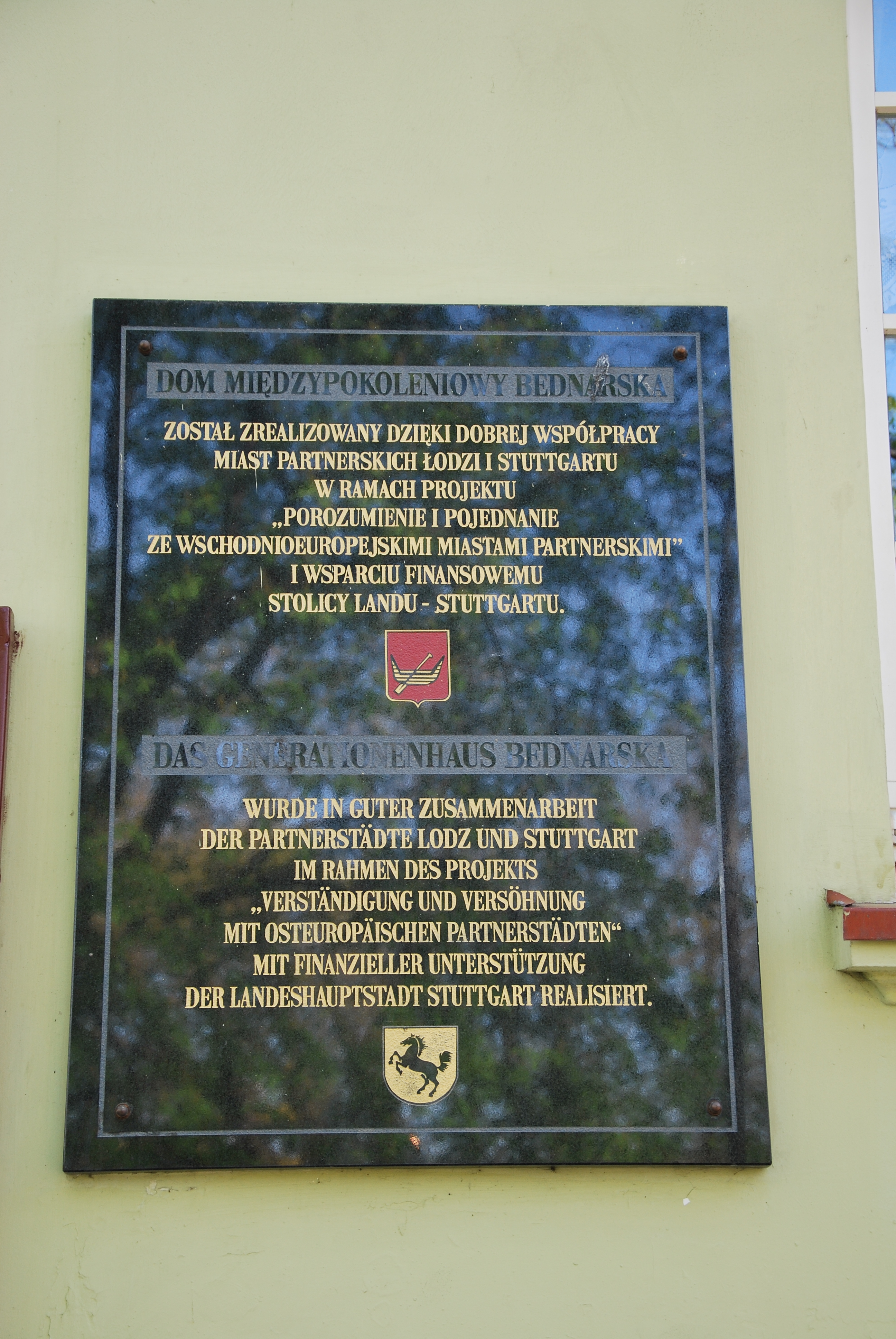
Tablica mówiąca o Domu Międzypokoleniowym na budynku

Dom przy ulicy Bednarskiej 15 – położona w parku im. Legionów w Łodzi posecesyjna willa, która została zbudowana w otoczeniu ogrodowo-parkowym na początku XX wieku dla niemieckiego fabrykanta Ernsta Leonhardta (po 1905 roku). 

## Historia
W okresie okupacji stała się domem nadburmistrza Litzmannstadt Wernera Ventzkiego. Po wojnie w budynku przez wiele lat znajdował się żłobek i przedszkole. Później budynek przeszedł generalny remont. 1 września 2004 został w nim utworzony Dom Dziecka nr 9 ˌˌDom Międzypokoleniowy Bednarskaˈˈ.
Remont i urządzenie obiektu sfinansowały pospołu Urząd Miasta Łodzi i miasto partnerskie Stuttgart. Gorącym rzecznikiem idei, aby nowo tworzona placówka służyła integracji młodego pokolenia z ludzi skrzywdzonymi przez III Rzeszę, była Gabrielle Müller-Trimbusch, burmistrz Stuttgartu. Poparli ją prezydent Łodzi Jerzy Kropiwnicki i Mirosław Olejniczak – prezes Oddziału Wojewódzkiego Stowarzyszenia Polaków Poszkodowanych przez III Rzeszę. W placówce znalazły siedzibę dom dziecka z 30 podopiecznymi i Dom Dziennego Pobytu, do którego uczęszcza 15 seniorów. Znalazło się w nim również miejsce na salę wystawową oraz odbywanie spotkań integracyjnych organizowanych przez Stowarzyszenie Polaków Poszkodowanych przez III Rzeszę.
We wrześniu 2007 roku syn Wernera Ventzkiego – Jens Jurgen Ventzki odwiedził dom przy Bednarskiej. Powiedział tam wtedy:

W tym domu urodziłem się 13 marca 1944 roku. Żyłem w rodzinie, której niczego nie brakowało, kiedy w tym samym czasie Polaków wywożono do niewolniczej pracy, a w getcie ginęły z głodu tysiące Żydów. Żadne rekompensaty finansowe nie są w stanie wyrównać poniżenia za upodlenie i zbrodnie holocaustu

5 października 2008 roku nadburmistrz Stuttgartu Wolfgang Schuster powiedział w Łodzi:

Cieszę się, że ten dom łączy przeszłość i przyszłość. Jest swojego rodzaju symbolem pamięci, wybaczenia, przyjaźni, przyszłości i współpracy...

Formalnie Dom Międzypokoleniowy Bednarska położony jest na posesji oznaczonej numerem 15a. Nieruchomość oznaczona numerem 15 położona jest na północ i mieści się tam Dom Dziecka nr 6 im. Stanisława Jachowicza.